# Strada M5 (Russia)
La strada M5 «Ural» (letteralmente: «Urali») è una strada federale della Russia, che collega Mosca con Čeljabinsk.
La strada costituisce un asse di grande importanza; è parte dell'itinerario europeo E30 e degli itinerari asiatici AH6 e AH7.